# Georges de Scudéry

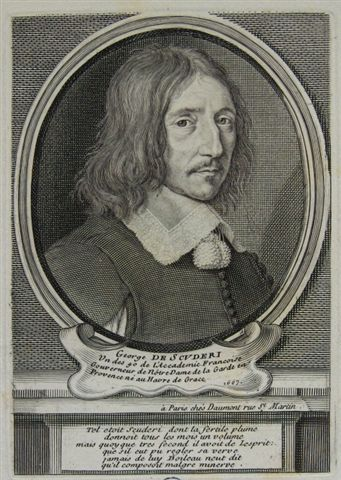
Georges de Scudéry

Georges de Scudéry (* 22. August 1601 in Le Havre; † 14. Mai 1667 in Paris) war ein französischer Militär und Literat.

## Leben und Schaffen
Georges de Scudéry ist heute praktisch nur noch bekannt als Bruder der Autorin Madeleine de Scudéry, die einen Großteil ihres Romanschaffens unter seinem Namen veröffentlichte, aber in der Literaturgeschichte ungleich größere Geltung genießt.
Scudéry stammte aus einer ursprünglich südfranzösischen adeligen Familie. Sein Vater war jedoch Marineoffizier geworden und befehligte später den befestigten Hafen Le Havre. Mit 12 Jahren wurde er Waise und kam zusammen mit seiner sechs Jahre jüngeren Schwester zu einem Onkel bei Rouen, der ihnen eine gute Bildung angedeihen ließ. Um die 20 Jahre alt hielt er sich offenbar längere Zeit in Rom auf. Mit 22 wurde er Offizier und nahm an einigen der Feldzüge teil, mit denen die Krone die Macht der eigentlich gleichberechtigten Protestanten zu brechen versuchte. 1630 quittierte er den Dienst, um sich ganz der Literatur zu widmen.
Er ließ sich, zusammen mit seiner Schwester, die unverheiratet blieb, in Paris nieder, wo er sich das Image eines adeligen Militärs und Haudegens zulegte, der sich nur nebenher und widerwillig als Autor betätigte.
Er debütierte 1631 mit einem Band Gedichte im Stil von Théophile de Viau, doch betätigte er sich anschließend vor allem als Dramatiker mit einer Serie von insgesamt 16 passabel erfolgreichen Theaterstücken (s. u.), überwiegend Tragikomödien. Hierbei erlangte er die Protektion des allmächtigen Ministers Kardinal Richelieu, der das Theater für seine politischen Zwecke einzuspannen bemüht war.
In der Querelle du Cid, dem Streit um Pierre Corneilles erfolgreiche Tragikomödie Le Cid (Auff. Ende 1636), agierte er, zunächst mit Rückendeckung Richelieus, als einer aktivsten Kritiker seines jüngeren Konkurrenten. Seine gehässigen Observations sur „Le Cid“ (1637) trugen ihm jedoch auf lange Sicht nur den Ruf eines Beckmessers ein. Die aus den Observations entwickelte Apologie du théâtre (1639), mit der er sich als Dramentheoretiker zu profilieren versuchte, fand nur geringes Echo.
Gegen 1640 versuchte er sich als Romancier und verfasste gemeinsam mit Schwester Madeleine den vierbändigen Roman Ibrahim, Ou l’Illustre Bassa (1641).
Nach dem Tod Richelieus (1642) verhielt er sich neutral gegenüber dessen unbeliebtem Nachfolger Kardinal Mazarin. Er wurde belohnt mit dem Posten eines Befehlshabers des Forts Notre-Dame-de-la-Garde, das den Hafen von Marseille schützte.  Hier blieb er mit Madeleine, die ihm gefolgt war, bis 1647, wonach er sich offenbar vertreten lassen konnte und nach Paris zurückging.
Während der Fronde (1648–52) ergriff Scudéry Partei gegen Mazarin und schloss sich dem Fürsten Condé an. Zweifellos dank dessen Protektion wurde 1650 er als Nachfolger von Claude Favre de Vaugelas zum Mitglied der Académie française gewählt. Nach dem Sieg Mazarins wurde er seines Marseiller Postens enthoben und in die Normandie verbannt. Er ließ sich in Rouen nieder, wo er ein langes Epos in Versen verfasste (Alaric, Ou Rome vaincue, 1654) und sich vorteilhaft verheiratete.
Als er 1660 nach Paris zurückkehren durfte, hatte sich der literarische Geschmack so stark verändert, dass ihm kein Comeback gelang.

## Werke
Gedichte/Versepen
- Œuvres poétiques (1631)
- Recueil de poésies (1649)
- Alaric ou Rome vaincue (1654)

Romane
- Ibrahim ou l’Illustre Bassa (4 Bde., 1641, in Zusammenarbeit mit Madeleine)

Die anderen unter Georges’ Namen erschienenen Romane sind wohl ganz überwiegend von Madeleine verfasst:
- Artamène ou le Grand Cyrus (10 Bände, 1649–1653)
- Clélie (10 Bände, 1654–1660)
- Almahida (8 Bände, 1660–1663)

Theater (Auswahl)
- Lydamon et Lydias (1631)
- Le Trompeur puni (1633)
- La Comédie des comédiens (1634)[1]
- Le Vassal généreux (1635)
- Le Prince déguisé (1635)
- L’Amour tyrannique (1638)
- Ibrahim ou l’Illustre Bassa (1642) (Adaptierung des gleichnamigen Romans)

Andere Schriften (Auswahl)
- Observations sur « Le Cid » (1637)
- Preuve de passages allégués dans les « Observations sur « Le Cid » » (1637)
- Apologie du théâtre (1649)